# Boussouma (Sandbondtenga)
Pour les articles homonymes, voir Boussouma.
Ne doit pas être confondu avec Boussouma (Boulgou).
 (avril 2020).
Si vous disposez d'ouvrages ou d'articles de référence ou si vous connaissez des sites web de qualité traitant du thème abordé ici, merci de compléter l'article en donnant les références utiles à sa vérifiabilité et en les liant à la section « Notes et références ».
Boussouma est une petite ville (officiellement encore un village) du département et la commune rurale de Boussouma dans la province du Sanmatenga et la région du Centre-Nord au Burkina Faso. En 2012, le village comptait 10 018 habitants.

## Géographie
Boussouma est situé à 25 km au sud de Kaya, la capitale régionale, et ) 80 kilomètres au nord de Ouagadougou. Il est traversé par la route nationale 3.

## Administration

### Politique
Issaka Isidore Ouédraogo est le premier maire élu de la commune de Boussouma sous la bannière politique du Congrès pour la Démocratie et le Progrès (CDP), parti au pouvoir.

### Jumelage
Boussouma est jumelée à la ville française de Saint-Jean-de-Braye depuis 1991. Cette coopération a permis la mise en place à Boussouma de nombreuses infrastructures socio-économiques. Actuellement[Quand ?], un projet d'assainissement est en cours, avec la réalisation de latrines dans le village.

## Éducation et santé
Le village compte plusieurs écoles et un collège. Un centre populaire de loisirs a été construit.
Boussouma accueille le centre médical avec antenne chirurgicale (CMA) de la province tandis que le centre hospitalier régional (CHR) se trouve à Kaya.

## Économie
Des ateliers féminins s'occupent de différents métiers traditionnels : couture, teinture, savonnerie, moulin à mil. Une menuiserie est également présente, deux menuisiers y travaillent. L'agriculture est également importante dans la commune.

## Culture
D'importantes fêtes coutumières du royaume[Lequel ?] s'y déroulent chaque année et drainent d'énormes foules. Ces fêtes sont des occasions uniques pour l'expression d'une culture singulière séculaire ; les regalia du pouvoir royal sortent à ces occasions. On peut notamment citer la fête du Naab Kitoiga (la plus importante du royaume traditionnel de Boussouma) qui se déroule chaque année fin novembre ou début décembre. Tous les chefs de cantons et de villages relevant directement de l'autorité du roi, ainsi que toutes les couches sociales et traditionnelles renouvellent à l'occasion leur allégeance. Des réjouissances populaires et un gigantesque marché accompagnent cette fête.
Le village compte un artiste sculpteur, venu sculpter un arbre à Saint-Jean-de-Braye (France).